# Карл Август фон Луксбург
Карл Август Емил Лудвиг фон Луксбург (на немски: Carl August Emilius Ludwig Graf von Luxburg; * 25 март 1782; † 1 септември 1849 в Манхайм) е граф на дворец Луксбург в Егнах на Боденското езеро и интендант на театъра в Манхайм.
Той е големият син на граф Йохан Фридрих фон Луксбург (1748 – 1820) и фрайин Каролина Мария Фогт фон Хунолщайн (1757 – 1820), дъщеря на съветника в ландграфство Хесен-Касел Фридрих фон Хунолщайн. Баща му Йохан Фридрих фон Луксбург е издигнат на 24 септември 1790 г. в Мюнхен на имперски граф от курфюрст Карл Теодор фон Пфалц и Бавария. Брат е на Фридрих Кристиан (1783 – 1856) и на Августа Филипина (* 1787/1788), омъжена 1810 г. за фрайхер Вилхелм Лудвиг фон Берщет (1769 – 1837), министър-президент на Баден.
Карл Август е кралски баварски майор „à la suite“, по-късно е посланик на кралство Баден във Франция и от 1821 до 1836 г. интендант на националния театър в Манхайм.

## Фамилия
Карл Август фон Луксбург се жени на 25 април 1814 г. в Зекенхайм за вдовицата Елеонора Денюел (* 3 септември 1787 в Париж; † 30 януари 1868, Париж), дъщеря на търговеца Доминик Денюел (1748 – 1821) и съпругата му Франсоаз-Шарлота Куприе (1767 – 1850). За нея това е третият брак. Ок. 1805 г. Елеонора е любовница на император Наполеон I и има с него през 1806 г. син Шарл Леон Денюел (* 15 декември 1806 в Париж; † 15 април 1881). Карл Август с женитбата осиновява нейния син.
Карл Август фон Луксбург и Елеонора Денюел нямат деца.